# Licancabur
Le Licancabur est un stratovolcan andin, situé à la frontière entre la Bolivie et le Chili.

## Toponymie
Le nom Licancabur est une hispanisation d'un mot kunza utilisé par les indiens Atacama pour désigner le volcan et signifiant « montagne du peuple », de lican « peuple » et cabur « montagne ».

## Géographie
Le Licancabur se trouve au sud-ouest de la laguna Verde et entre les volcans Juriques et Sairecabur. Il domine le paysage du salar d'Atacama. Il appartient majoritairement au Chili, seuls les deux-tiers du versant nord-est appartenant à la Bolivie.
Le sommet ainsi que son cratère sont situés au Chili, à 1 kilomètre de la frontière. Sa largeur est d'environ 400 mètres et il contient un lac de cratère de 90 mètres de long pour 70 mètres de large et de 8 mètres de profondeur maximale, un des lacs les plus élevés du monde. Au cours de fouilles archéologiques en 1982, Johan Reinhard (en) et Charles Brush ainsi que trois autres plongeurs explorent le lac, établissant un record de plongée en altitude. Le lac est gelé en hiver et, malgré des conditions très hostiles (radiation UV intense, faible pression atmosphérique, température négative), abrite une faune planctonique extrêmophile, notamment des diatomées. Cet environnement est sans doute très proche de celui qui régnait sur Mars, lorsque l'eau était présente sur la surface de la planète, d'où l'intérêt porté à ce lac par la communauté scientifique.
Tout près du volcan, à l'ouest, se trouve le village et centre touristique chilien de San Pedro de Atacama.

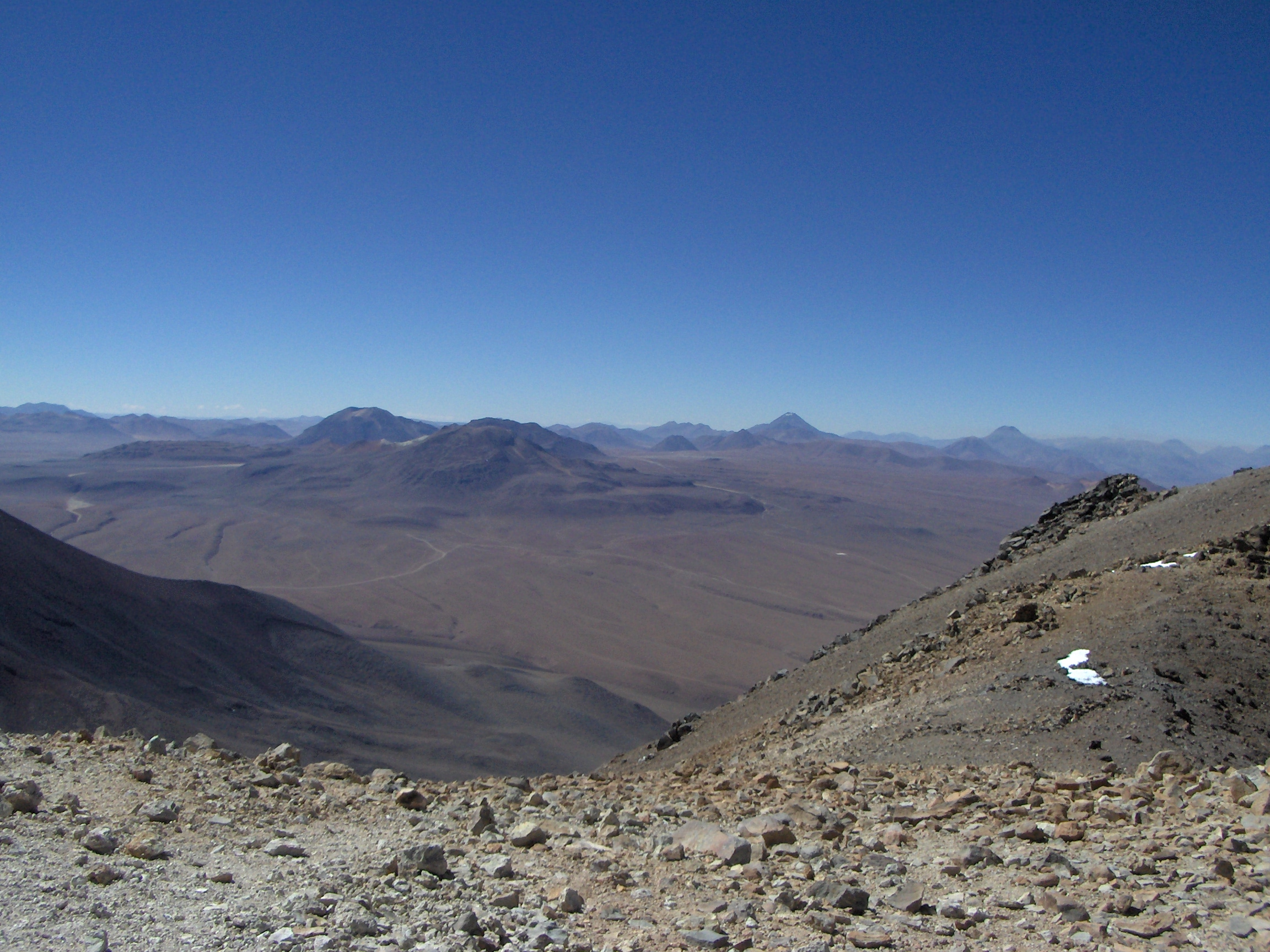
Le désert d'Atacama depuis le sommet du Licancabur.
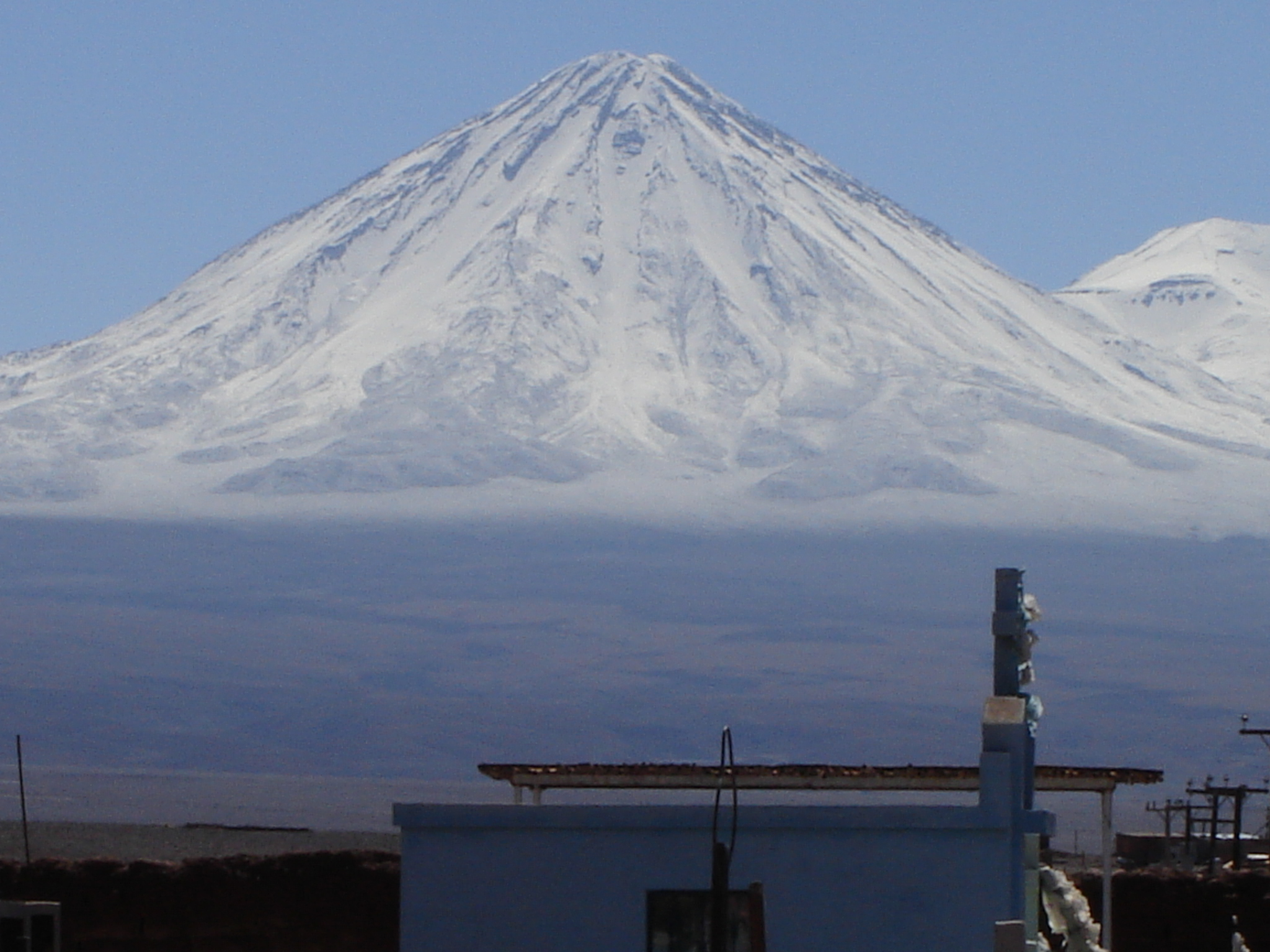
Vue du Licancabur enneigé depuis San Pedro de Atacama.
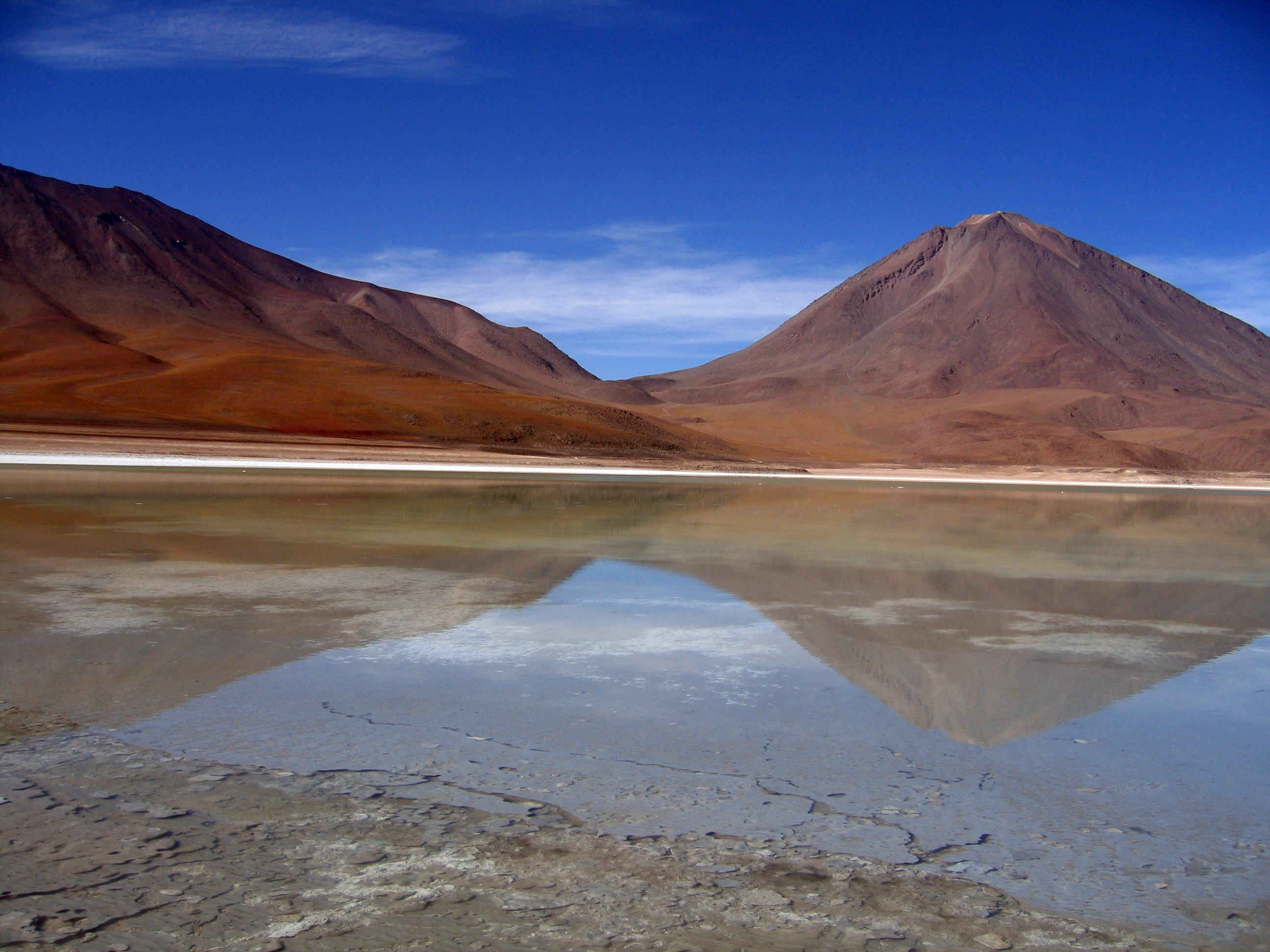
Vue du Licancabur avec la Laguna Verde au premier plan.
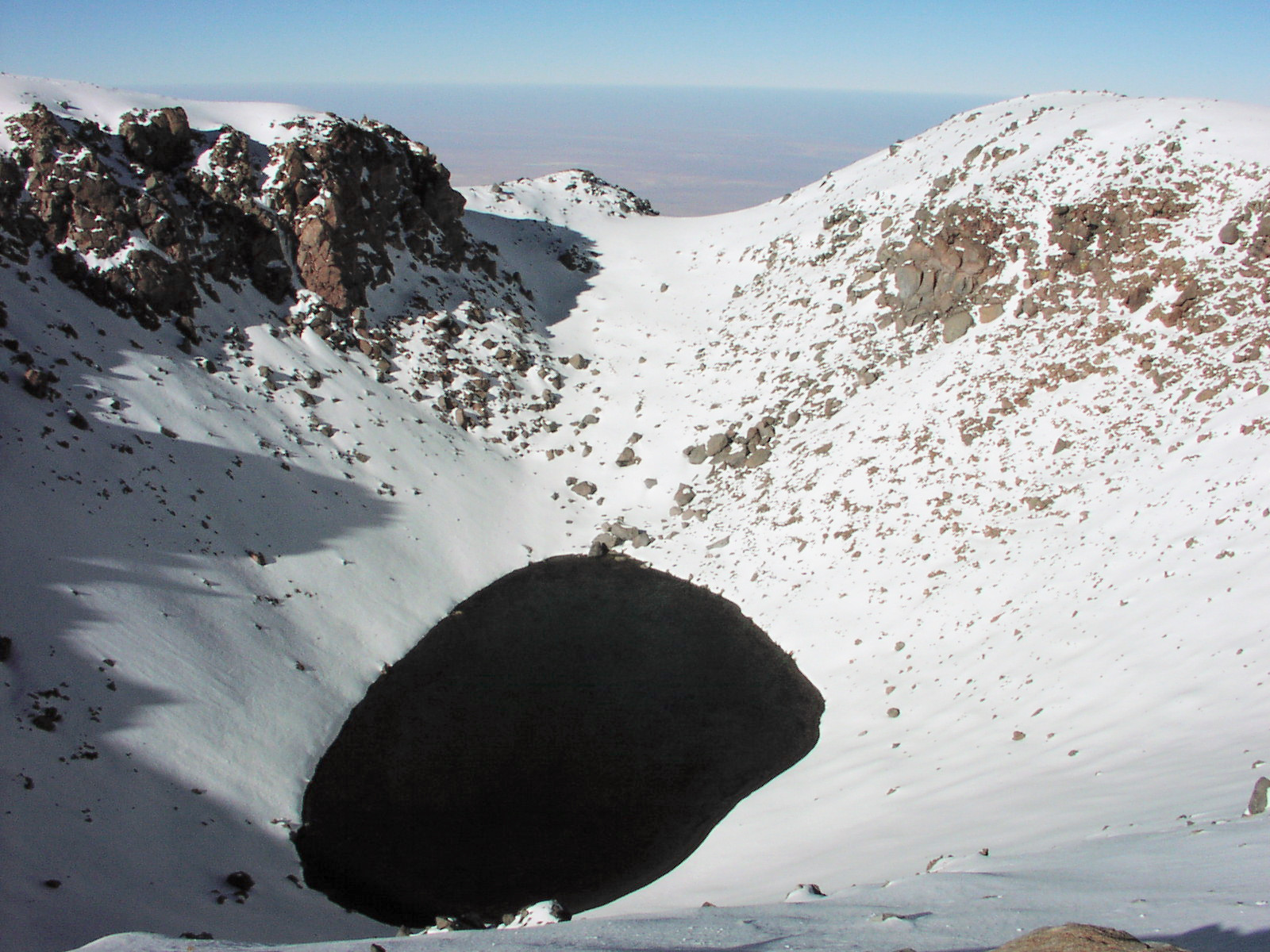
Vue du lac de cratère du Licancabur.
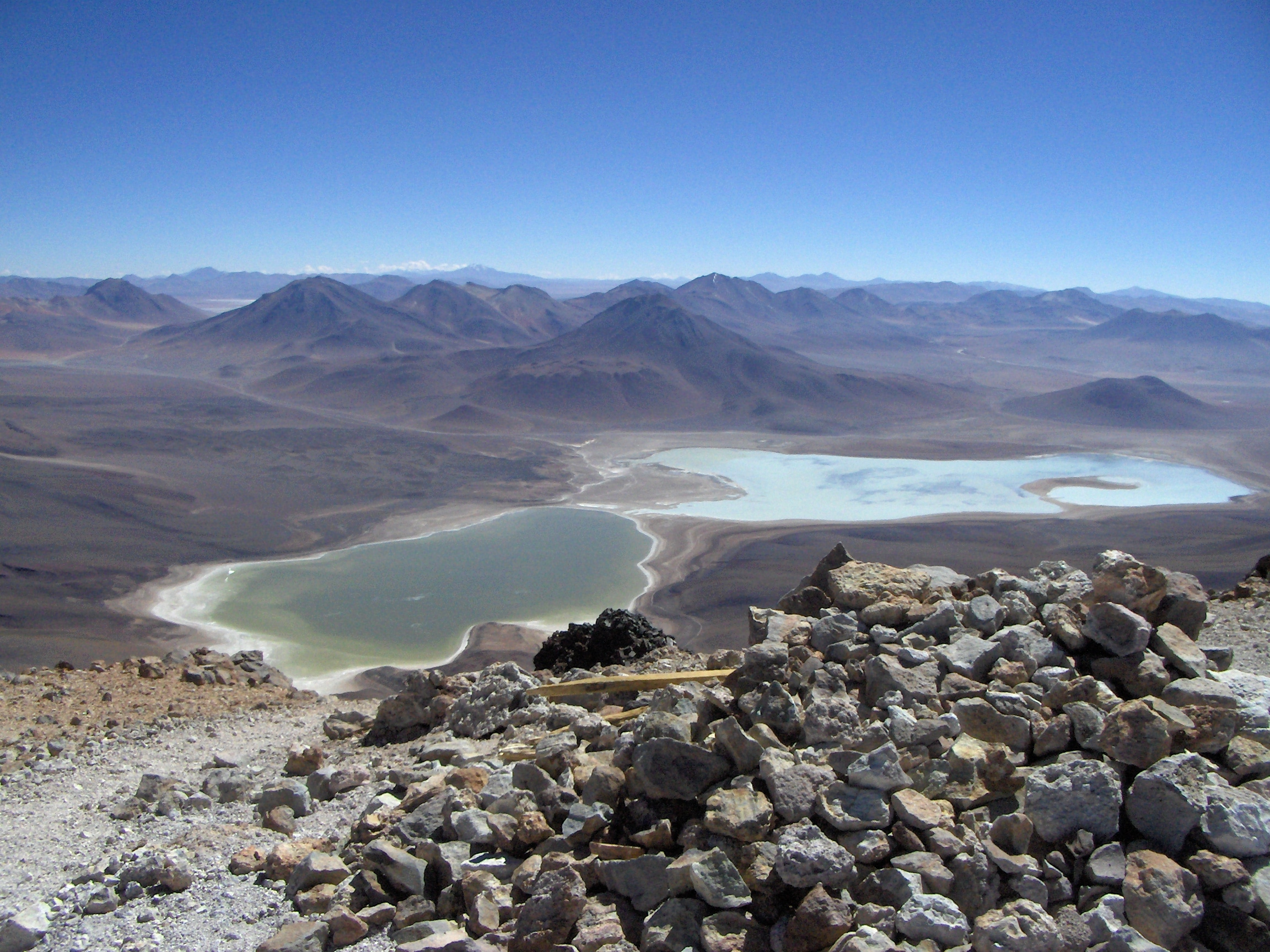
Vue depuis le sommet du Licancabur sur la Laguna Verde et Blanca.

## Histoire

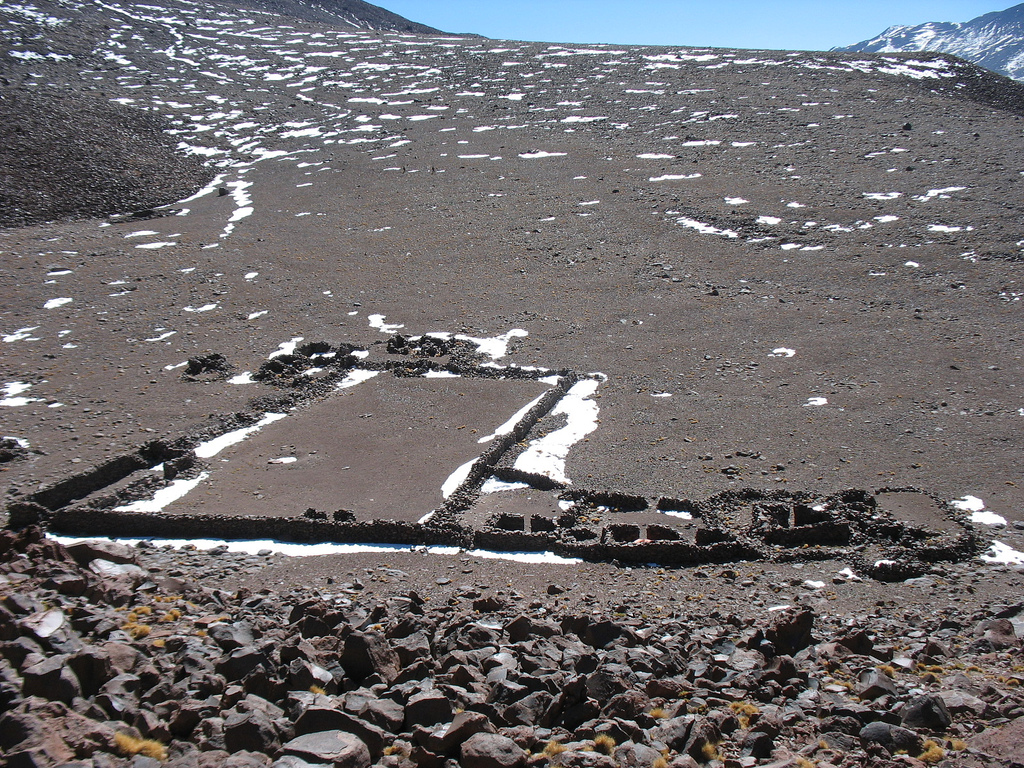
Vue des ruines incas au pied du volcan.

La dernière éruption du volcan a produit d'importantes coulées de lave andésitiques qui s'étendent jusqu'à 6 kilomètres le long des versants sud-ouest et nord-ouest. Des laves plus anciennes ont été retrouvées jusqu'à 15 kilomètres du sommet ainsi que des traces de coulées pyroclastiques avec dépôts d'ignimbrite.
De nombreuses ruines incas sont présentes sur les pentes du volcan jusqu'à son sommet, les plus importantes à sa base. Elles sont la preuve que le volcan a été gravi à l'époque précolombienne et n'a pas connu d'éruption majeure au cours des 500 à 1 000 dernières années.
La première ascension moderne a été effectuée en novembre 1884 par Severo Titichoca, un indien originaire de San Pedro de Atacama.

## Activités

### Ascension
La voie d'ascension la plus facile se trouve du côté bolivien car de nombreuses mines sont présentes côté chilien.

### Protection environnementale
Le versant bolivien du Licancabur fait partie de la réserve nationale de faune andine Eduardo Avaroa.